# Seutes II
Seutes II (en llatí Seuthes, en grec antic Σεύθης) va ser un rei odrisi de Tràcia. Era fill de Mesades, que havia governat els territoris de les tribus dels melandites, tinis i tranipses. Mesades va ser expulsat del seu regne abans de morir.
Seutes va ser educat a la cort d'Amadocos I rei dels odrisis, segons Xenofont, que abans del 405 aC el va associar al govern i la va donar diverses regions i entre d'altres, la ciutat de Bisante. El 405 aC Amadocos I i Seutes II van prometre el seu suport a Alcibíades contra Esparta, diu Diodor de Sicília.
L'any 400 aC Xenofont i els deu mil (els mercenaris grecs) van arribar a Crisòpolis i Seutes II li va demanar ajut per restablir-lo als seus dominis dels que hauria estat expulsat almenys en part, però els grecs van rebutjar a petició. Quan els mercenaris grecs van ser expulsats de Bizanci i es van trobar a Perint sense mitjans de sortir, Seutes va renovar la petició i a proposta de Xenofont, els soldats la van acceptar. Seutes va obtenir una fàcil victòria sobre les tribus muntanyenques i va recuperar els seus dominis, però a l'hora del pagament van esclatar dissensions i Seutes, aconsellat per Heràclides de Maronea, va intentar eludir les seves obligacions pecuniàries; els grecs però el van obligar finalment a pagar.
L'any 399 aC es menciona Seutes per haver enviat una força auxiliar al general espartà Dercil·lides, a Bitínia. Cap a l'any 393 aC apareix lluitant contra Amadocos I en una guerra que va acabar per la intervenció de Trasibul d'Atenes. Seutes a proposta de Trasibul, va signar una aliança amb Atenes. Després del 384 aC apareix ja al tron el seu fill Cotis I.